# 장서표
장서표(藏書票, 영어: bookplate, 라틴어: ex libris)는 서적의 소장자를 식별하기 위한 목적으로 도서의 표지 뒷면이나 면지에 부착하는 표지를 말한다. 장서표에는 일반적으로 국제적인 공통 표시로서 ‘…의 장서에서’라는 의미의 라틴어인 ‘Ex-libris’와 소장자의 이름을 명기한다. 소장자의 기호에 따라 주소, 구입연도를 쓰기도 하고 책 내용과 관련있는 격언, 경구 등을 적기도 한다. 장서표의 크기는 보통의 경우 5 ~ 6cm이지만 작게는 우표, 크게는 엽서 크기에 이르기까지 다양하다. 장서표는 15세기 후반 서양에서 시작된 이래 인쇄술의 발달로 출판 산업이 활기를 띤 19세기 후반에 폭넓게 보급되어 활용되었다. 서양에서 별도의 종이에 판화를 찍어 책에 붙이는 장서표를 사용한 반면에 동양에서는 책에 직접 찍는 장서인(藏書印)을 사용하였다. 오늘날의 장서표는 소장자를 식별하기 위한 목적과 함께 수집가 사이의 교환을 목적으로 예술가에 의해서 제작되기도 한다.

## 갤러리

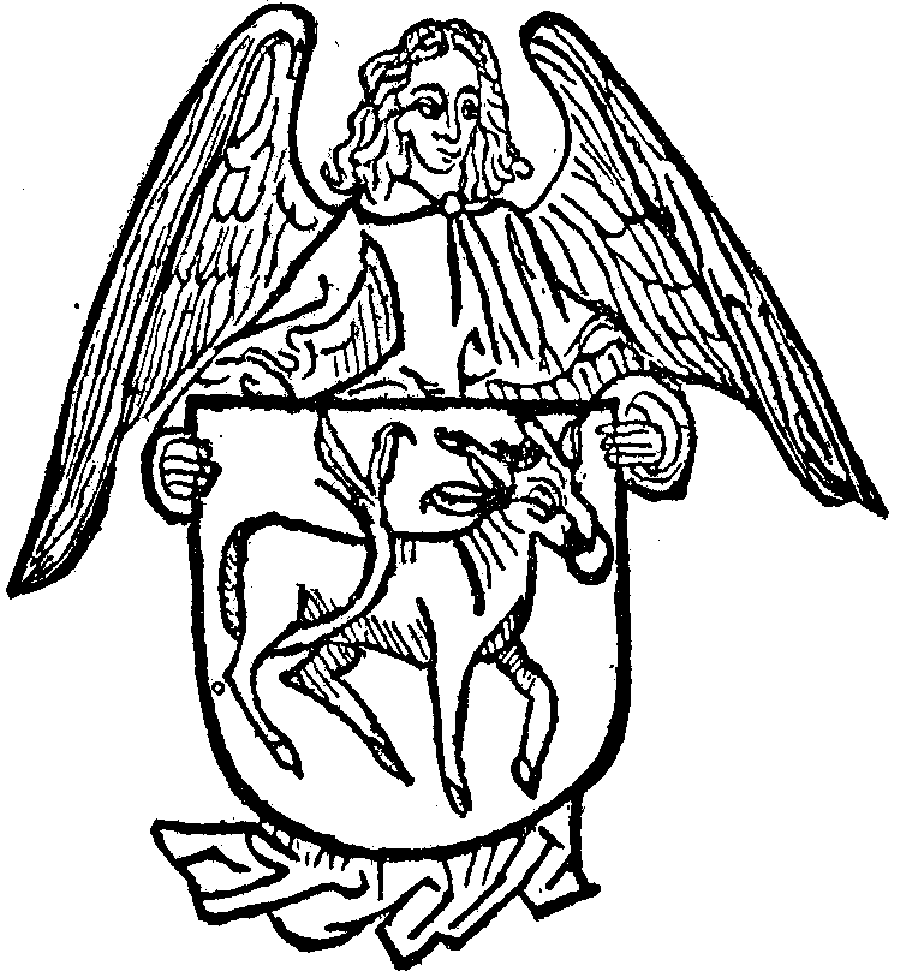
독일 브란덴부르크 가문에서 북스하임 수도원에 증정한 장서표(1480년경)
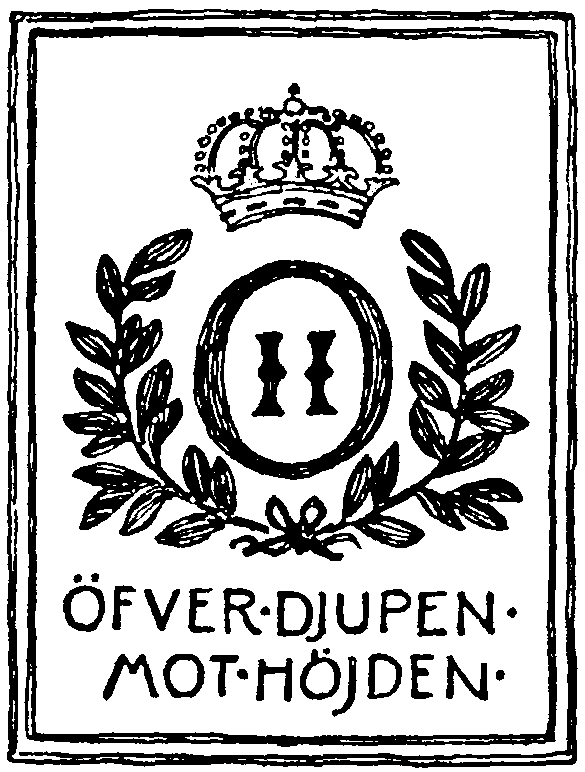
스웨덴과 노르웨이의 국왕 오스카르 2세(1829년 ~ 1907년)의 장서표
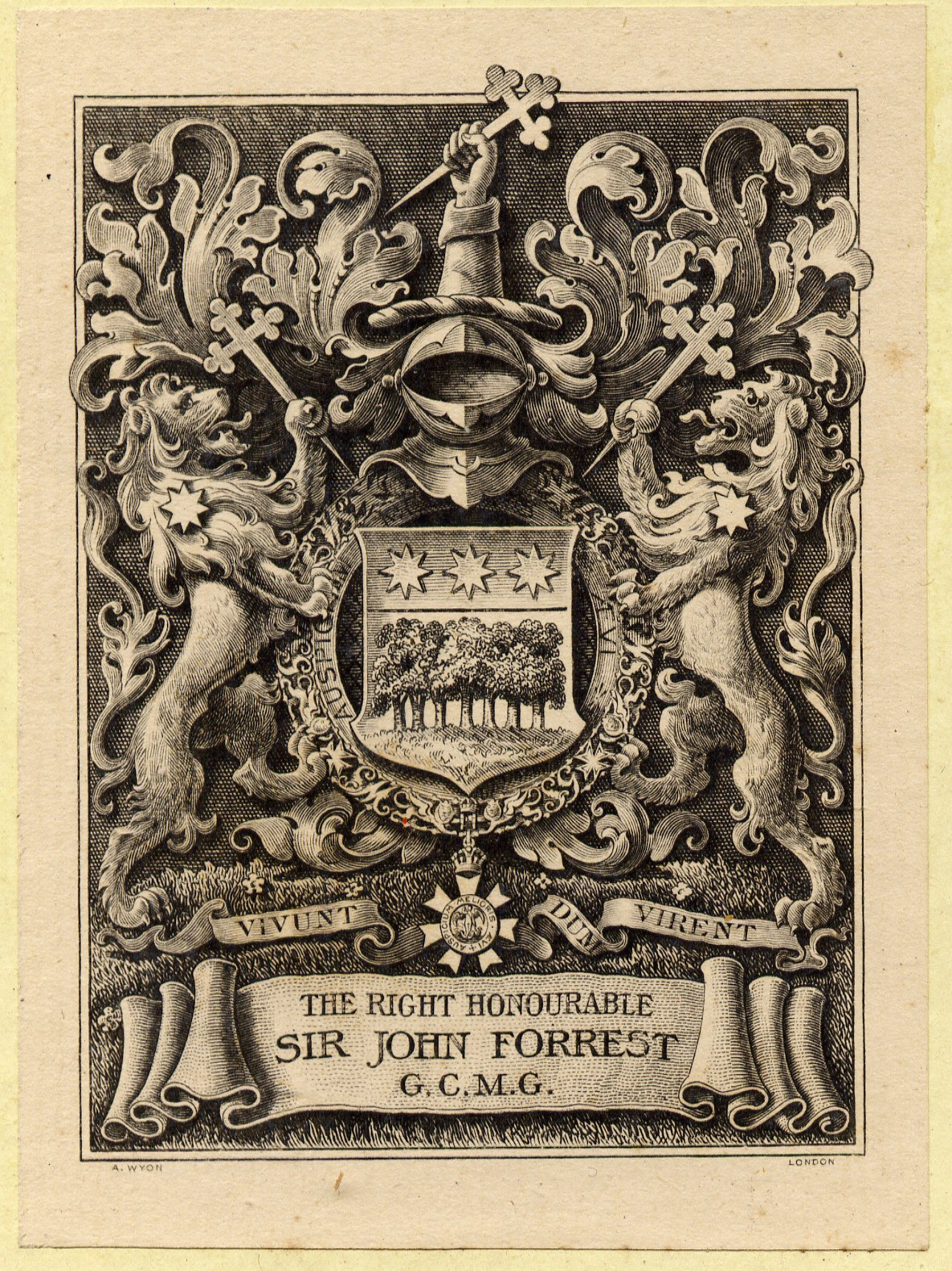
오스트레일리아의 탐험가 존 포레스트(1847년 ~ 1918년)의 장서표
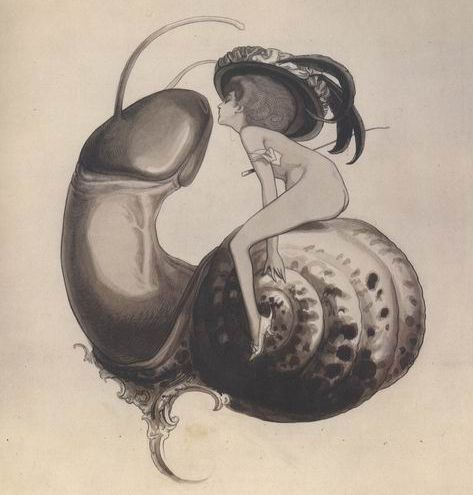
오스트리아의 삽화가 프란츠 폰 바이로스(1866년 ~ 1924년)의 장서표

## 같이 보기
- 도서 분류법
- 제목 페이지